# 禁野車塚古墳
禁野車塚古墳（きんやくるまづかこふん）は、大阪府枚方市宮之阪にある古墳。形状は前方後円墳。国の史跡に指定されている。

## 概要
大阪府北部の淀川左岸、天野川右岸の低位段丘上に築造された大型前方後円墳である。1970年（昭和45年）以降に発掘調査が実施されている。
墳形は前方部が「バチ形」に開く前方後円形で、墳丘主軸を東西方向として前方部を西方向に向ける。墳丘は2段築成。墳丘外表では葺石・埴輪が認められる。埋葬施設は明らかでないが、後円部上で板石が散乱することから、竪穴式石室の存在が推定される。副葬品は詳らかでない。
この禁野車塚古墳は、古墳時代前期前半の4世紀前半（または4世紀中葉）頃の築造と推定される。大阪府内では最古級の古墳ともされるほか、北河内地域では牧野車塚古墳（枚方市車塚、4世紀後半）とともに淀川流域の交通と関わった有力な大型古墳として知られ、牧野車塚古墳の先行首長墓に位置づけられる。
古墳域は1972年（昭和47年）に国の史跡に指定された。現在では史跡公園として公開されている。

## 遺跡歴
- 江戸時代、『河内名所図会』に記述。
- 1966年（昭和41年）、墳丘測量調査[2]。
- 1970年（昭和45年）、範囲確認調査[2]。
- 1972年（昭和47年）3月22日、国の史跡に指定[4]。
- 2006年（平成18年）、後円部南東側の範囲確認調査（枚方市教育委員会、2007年に報告書刊行）[2]。
- 2007年（平成19年）7月26日、史跡範囲の追加指定[4]。
- 2008-2009年度（平成20-21年度）、墳丘測量調査（京都橘大学、2009・2010年に報告書刊行）[5][6]。

## 墳丘
墳丘の規模は次の通り。
- 墳丘長：120メートル
- 後円部 - 2段築成。
  - 直径：63メートル
- 前方部 - 2段築成。
  - 幅：55メートル

墳形は前方部が「バチ形」に開く前方後円形である点、墳丘の後円部からくびれ部にかけてスロープが存在する点で、箸墓古墳（奈良県桜井市）との類似が指摘される。

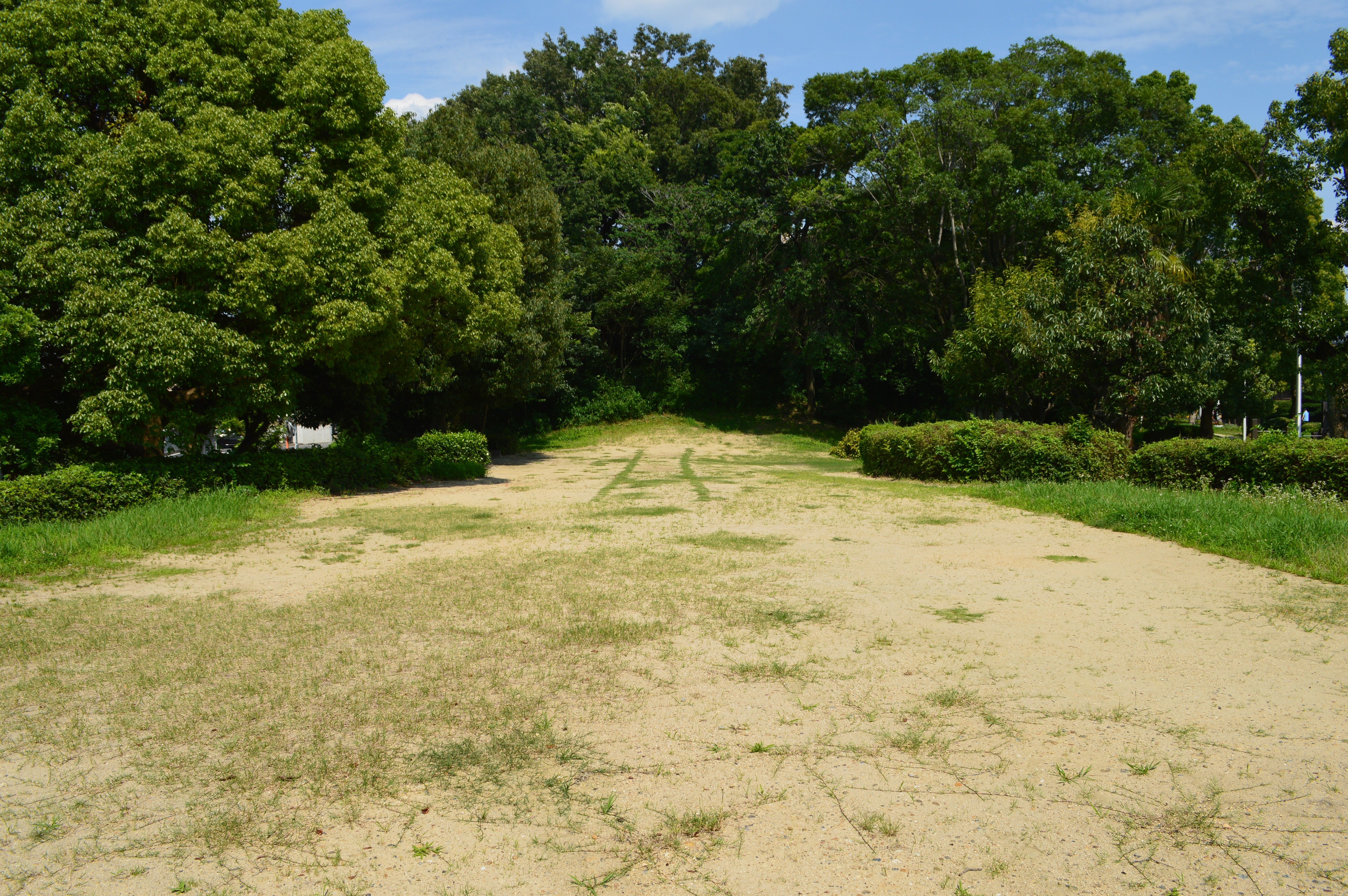
前方部から後円部を望む
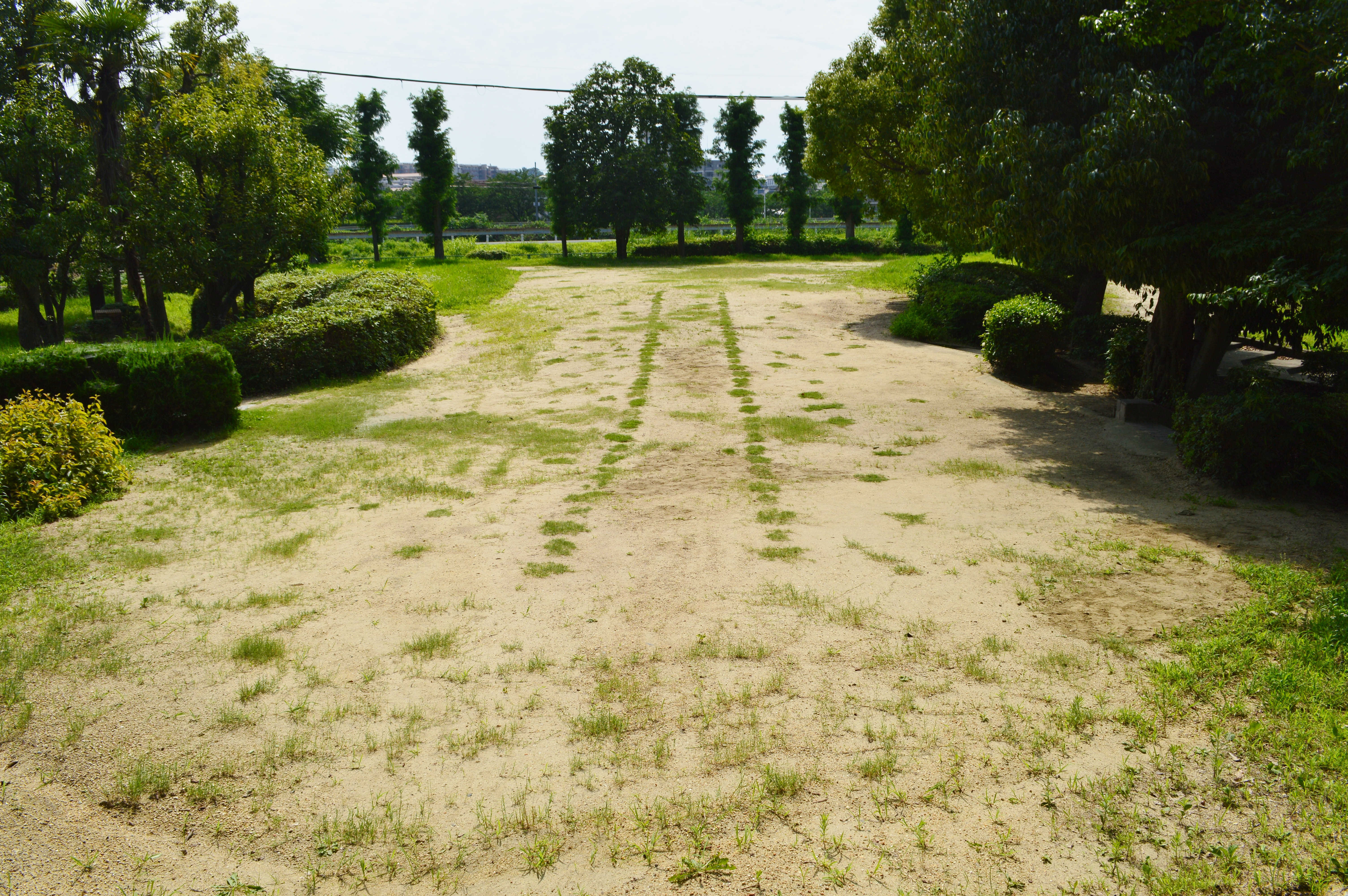
後円部から前方部を望む

## 文化財

### 国の史跡
- 禁野車塚古墳 - 1972年（昭和47年）3月22日指定、2007年（平成19年）7月26日に史跡範囲の追加指定[4]。

## 関連文献
（記事執筆に使用していない関連文献）
- 『禁野車塚古墳周濠・鷹塚山遺跡範囲確認・特別史跡百済寺跡調査概要報告』禁野車塚・鷹塚山・百済寺跡遺跡調査団、1971年。
- 『史跡禁野車塚古墳 -平成18年度範囲確認調査概要-（枚方市文化財調査報告第52集）』枚方市教育委員会、2007年。